# Стоил Просяков
Стоил Илиев Просяков е български революционер, деец на Върховния македоно-одрински комитет и на Вътрешната македоно-одринска революционна организация.

## Биография
Стоил Илиев е роден в 1846 година в пиринското село Влахи. Остава без образование. Когато е на 12 години баща му се разболява от едра шарка, ослепява и Стоил е принуден да го води на просия, като така се появява семейният им прякор. След 1878 година се изселва в Дупница и със Спас Харизанов се заселват къща до къща. Домът му в Дупница става квартира на ВМОК и на ВМОРО, като там се складират патроните на Върховния комитет, а Просяков – един от най-верните хора на Яне Сандански, като снабдява четата му с оръжие и боеприпаси. Участва в аферата „Мис Стоун“ в 1901 година и играе една от главните роли по укриването на пленничките. По-късно се включва в четата на Сандански. Води сражение в местността Шибаница край Влахи, където е ранен от сабя. Служи като куриер на ВМОРО. След убийството на Сандански, Просяков прибира кобилата му Мицка и се погрижва за погребението му. Умира през 1943 година в Дупница.
Неговото лично оръжие се съхранява във фондовете на Регионалния исторически музей в Благоевград.